# Wernerbaurite
La wernerbaurite (simbolo IMA: Wbr) è un rarissimo minerale appartenente alla famiglia degli "ossidi e idrossidi" con composizione chimica {(NH4)2[Ca2(H2O)14](H2O)2}{V10O28}.

## Etimologia e storia
La wernerbaurite prende il nome dal professor Werner H. Baur, del Dipartimento di Scienze Geologiche dell'University of Illinois Chicago dal 1965 al 1986.

## Classificazione
La wernerbaurite è stata riconosciuta dall'Associazione Mineralogica Internazionale (IMA) come specie minerale a sé nel 2013, pertanto non si trova elencata nella classica nona edizione della sistematica dei minerali di Strunz, che è stata aggiornata dall'IMA fino al 2009.
Il minerale è però presente nell'edizione successiva, proseguita dal database "mindat.org" e chiamata Classificazione Strunz-mindat; qui la wernerbaurite è nella classe "4. Ossidi (idrossidi, V[5,6] vanadati, arseniti, antimoniti, bismutiti, solfiti, seleniti, telluriti, iodati)" e nella sottoclasse "4.H V[5,6] Vanadati"; questa viene suddivisa più finemente in base alla struttura del minerale, in modo tale da trovare la wernerbaurite nella sezione "4.HC [6]-Sorovanadati" dove insieme alla burroite forma il sistema nº 4.HC.25.
Nella Sistematica dei lapis (Lapis-Systematik) di Stefan Weiß la wernerbaurite si trova nella classe degli "ossidi" e nella sottoclasse degli "ossidi di vanadio (polivanadati con V4+/5+)"; qui il minerale è nel "gruppo dei vanadati" con il numero di sistema IV/G.01 insieme a rakovanite, gunterite, lasalite, huemulite, hughesite, hummerite, bluestreakite, kokinosite, magnesiopascoite, pascoite, postite, burroite, schindlerite, nashite e sherwoodite.

## Abito cristallino
La wernerbaurite cristallizza nel sistema triclino nel gruppo spaziale P1 (gruppo nº 2) con i parametri di cella a = 9,7212(6) Å, b = 10,2598(8) Å, c = 10,5928(8) Å, α = 89,999(6)°, β = 77,083(7)° e γ = 69,887(8)°, oltre ad avere 1 unità di formula per cella unitaria.

## Origine e giacitura
La wernerbaurite si presenta come efflorescenze su arenaria nelle miniere sotterranee di un giacimento di uranio e vanadio di tipo roll-front, derivanti dall'ossidazione di associazioni di montroseite e corvusite in un ambiente umido, probabilmente controllato dalla presenza di materia organica e fasi come la pirite; la paragenesi è con calciodelrioite, gesso, huemulite, hughesite, metarossite, pascoite e rossite.
La wernerbaurite è molto rara ed è stata trovata solo nella sua località tipo, la miniera di "Saint Jude" (38.0658°N 108.80397°W) nel distretto minerario di "Slick Rock" e nella miniera di "Burro" (contea di San Miguel), entrambe in Colorado; il minerale è stato rinvenuto anche nella miniera di "Pandora" (contea di San Juan, Utah).

## Forma in cui si presenta in natura
La wernerbaurite forma cristalli tabulari secondo {100}, con facce a gradini e contorni da quadrati a ottagonali, di dimensioni fino a circa 1 mm. I cristalli sono spesso allineati in modo approssimativamente perpendicolare rispetto alla superficie su cui sono cresciuti, subparalleli tra loro.
Il minerale è trasparente con lucentezza semi adamantina; il colore è giallo-arancione e quello del suo striscio è giallo.

## Caratteristiche chimico-fisiche
La wernerbaurite si dissolve istantaneamente in acido cloridrico diluito freddo, si dissolve più lentamente in acqua.
Mostra un pleocroismo piuttosto marcato con colore giallo lungo {\displaystyle x} e {\displaystyle z}, mentre il colore è arancione lungo {\displaystyle y}.